# Arrhytmus aculeatus
Arrhytmus aculeatus là một loài bọ cánh cứng trong họ Cerambycidae.